# Wiesław Kowalski (polityk)
Wiesław Kowalski (ur. 12 czerwca 1947 w Pabianicach) – polski polityk, inżynier, poseł na Sejm X kadencji (1989–1991).

## Życiorys
W 1979 ukończył studia wyższe na Politechnice Łódzkiej uzyskując tytuł zawodowy inżyniera mechanika. Był starszym specjalistą w Ośrodku Badawczo-Rozwojowym w Żdżarach. W 1980 wstąpił do Niezależnego Samorządnego Związku Zawodowego „Solidarność”. Działacz samorządów pracowniczych, od 1989 członek Klubu Inteligencji Katolickiej.
W 1989 uzyskał mandat posła na Sejm X kadencji z okręgu Łódź-Górna jako kandydat bezpartyjny z poparciem Komitetu Obywatelskiego. Należał do Obywatelskiego Klubu Parlamentarnego, pracował w Komisji Systemu Gospodarczego i Polityki Przemysłowej, Komisji Polityki Przestrzennej, Budowlanej i Mieszkaniowej oraz Komisji Systemu Gospodarczego, Przemysłu i Budownictwa.
Na początku lat 90. należał do Porozumienia Centrum, z ramienia którego bez powodzenia ubiegał się o reelekcję. Później pracował m.in. jako dyrektor komisaryczny Fabryki Urządzeń Mechanicznych w Pabianicach oraz w łódzkich Zakładach Usług Technicznych „Unimet”.
Powrócił do lokalnej polityki po około dziesięciu latach, przystępując do Unii Wolności. W 2005 wszedł w skład zarządu regionu Partii Demokratycznej – demokraci.pl. Rok później, gdy PD weszła w skład koalicji Lewica i Demokraci, zrezygnował z tej funkcji, a następnie bezskutecznie kandydował do rady miasta z listy lokalnego komitetu Blok „Prawica Razem”, zblokowanego z Platformą Obywatelską.